# 大塘街道
大塘街道（だいとうがいどう）は、広州市越秀区の街道。現行行政地名は大塘街道東平社区、大塘街道北横社区などの社区13個がある。

## 地理
広州市越秀区の中部に位置している。

## 行政区画
13街道を管轄する。

## 施設

### 交通
・地下鉄の駅：